# توزکول (شهرستان بایانائول)
توزکول (قزاقی: Тұзкөл) یک دریاچه در کشور قزاقستان است که استان پاولودار جای دارد.